# Décès en 925
Décès
- 921
- 922
- 923
- 924
- 925
- 926
- 927
- 928
- 929

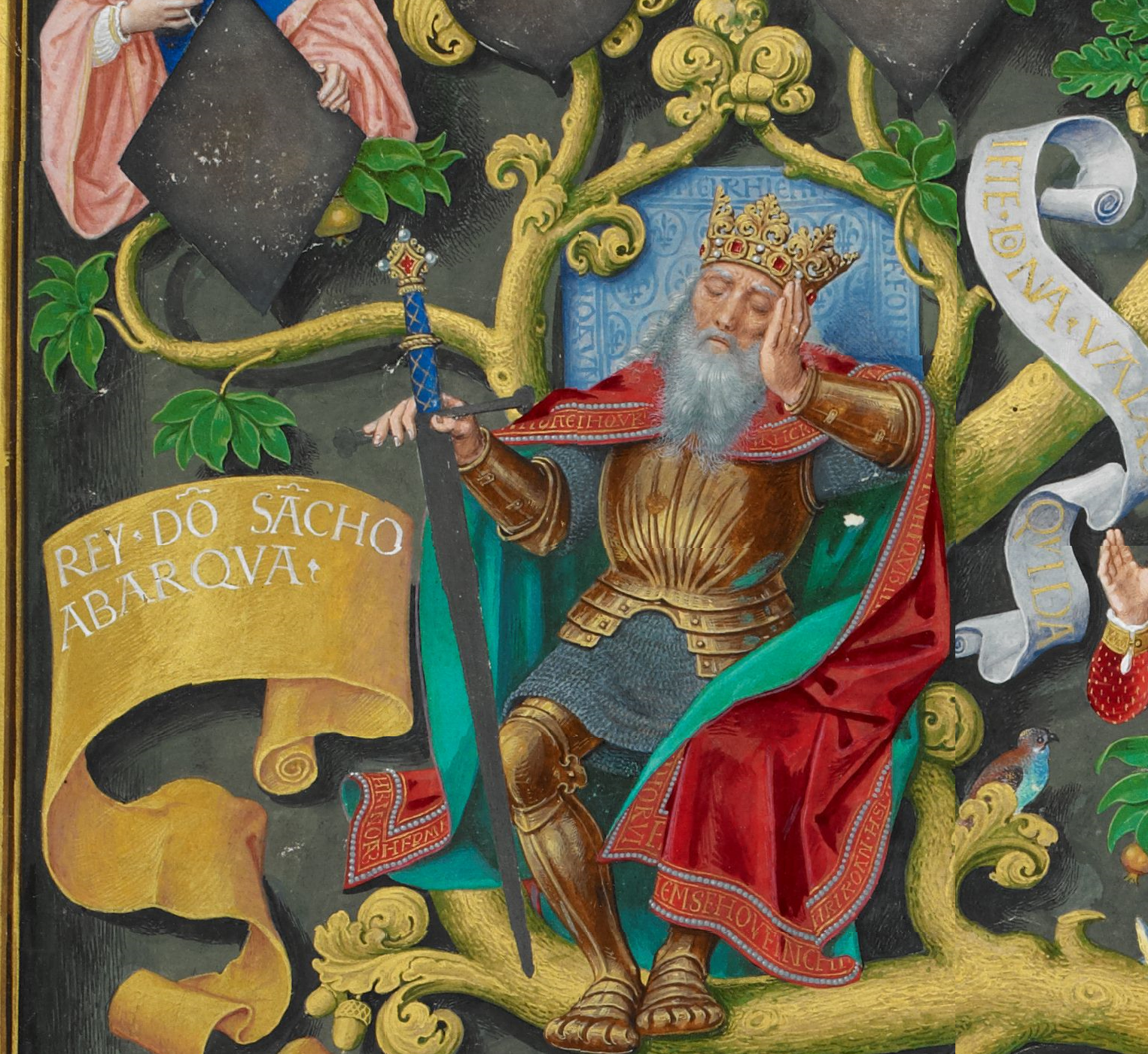
Sanche Ier de Navarre, mort en 925.

Cette page dresse une liste de personnalités mortes au cours de l'année 925 :
- 8 mars : Berthe, fille de Lothaire II de Lotharingie.
- 15 mai : Nicolas Mystikos, patriarche de Constantinople[1].
- 26 juin : Pélage de Cordoue, chrétien matyrisé au cours du califat d'Abd al-Rahman III et canonisé peu après par l’Église catholique.
- après le 27 août : Rémy II de Lyon, archevêque de Lyon.
- 11 décembre : Sanche Ier de Navarre, ou Sancho Garcés, en français Sanche Ier de Pampelune,  roi de Pampelune.

- Adranutzium, noble géorgien de Tao-Klarjéthie.
- Albéric Ier, gentilhomme lombard.
- Abu Bakr al Razi, philosophe et médecin perse.
- Cathal mac Conchobair, roi de Connacht.
- Seulfe de Reims, archevêque de Reims.
- Vikramaditya Varaguna (en), roi Ay.

## Crédit d'auteurs
- Cet article est partiellement ou en totalité issu de l'article intitulé « 925 » (voir la liste des auteurs).